# Julius Kaftan

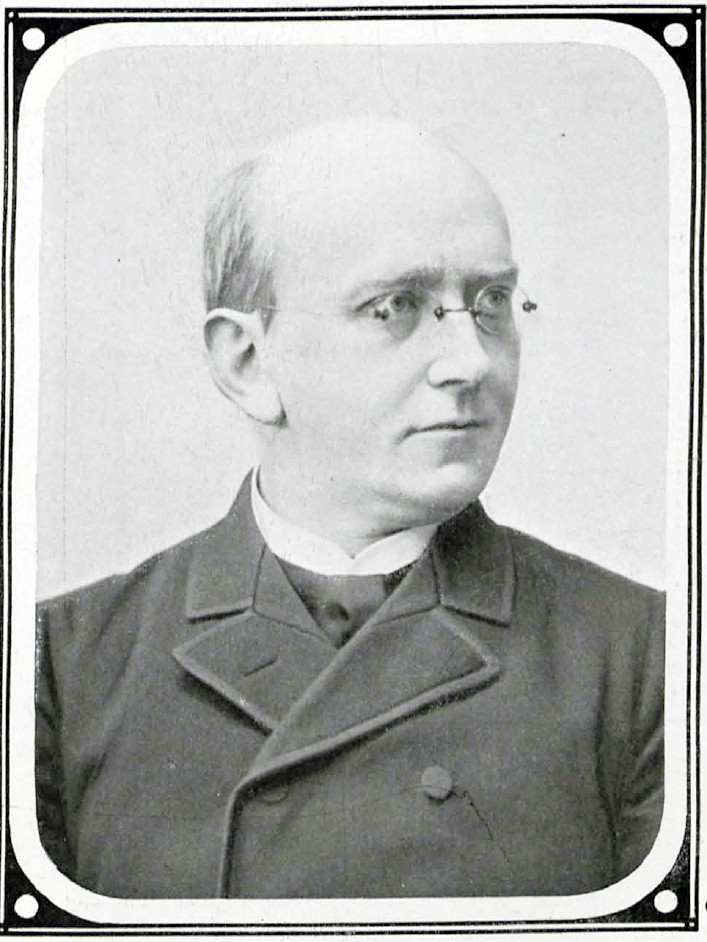
Julius Kaftan (1904)

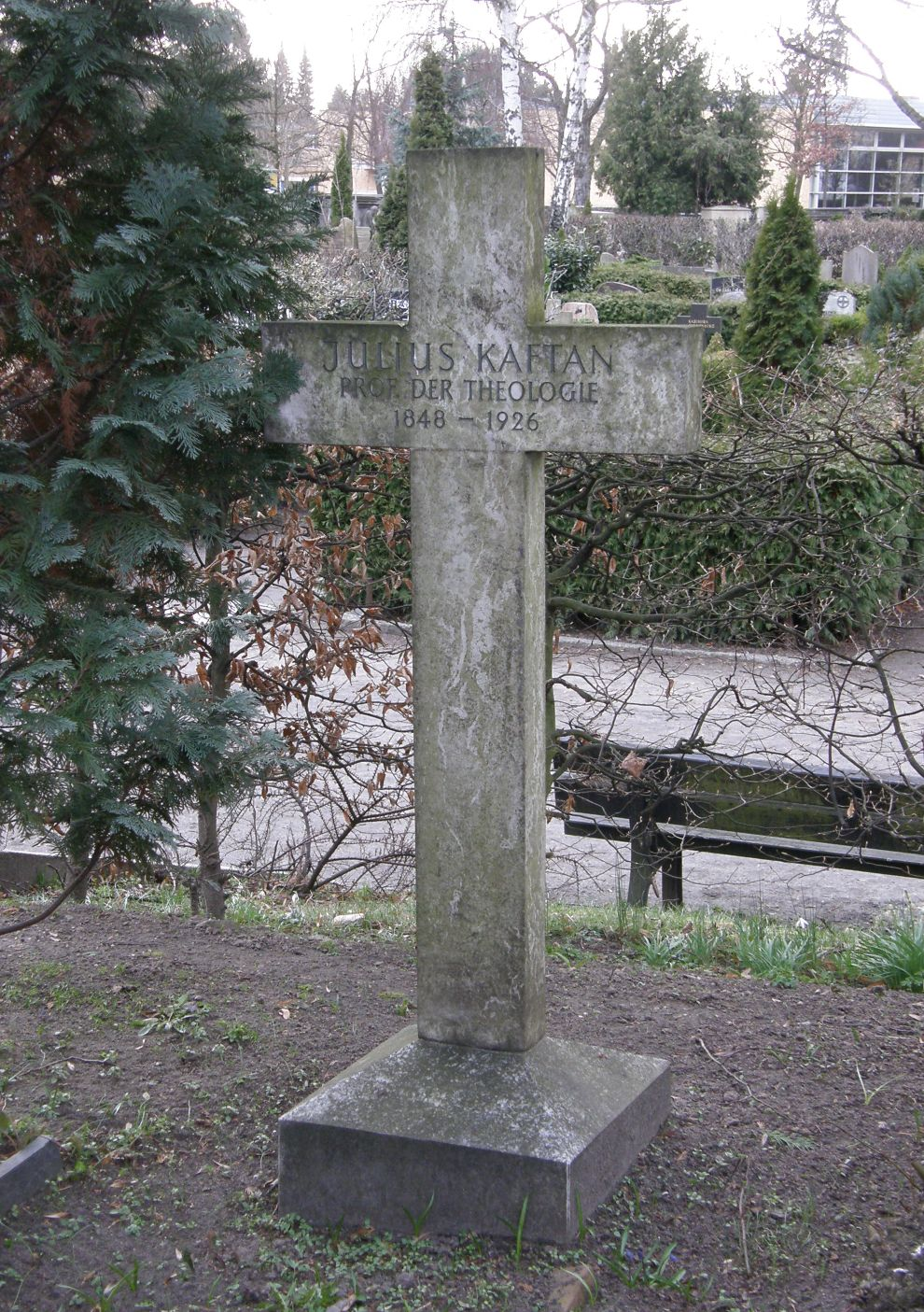
Kaftans Grab auf dem St.-Annen-Friedhof in Berlin-Dahlem

Julius Wilhelm Martin Kaftan (* 30. September 1848 in Loit bei Apenrade, Nordschleswig; † 27. August 1926 in Berlin-Steglitz) war ein deutscher evangelischer Theologe.

## Schriften
Ein vollständiges Werkverzeichnis findet sich in: Walter Göbell (Hrsg.): Kirche, Recht und Theologie in vier Jahrzehnten. Der Briefwechsel der Brüder Theodor und Julius Kaftan, München 1967, Bd. II, S. 962–973.
- Wesen der christlichen Religion, 1881.
- Wahrheit der christlichen Religion, 1888.
- Philosophie des Protestantismus, 1917.
- Das Christentum und die Philosophie, 1896.
- Dogmatik, 1897.
- Die Rechtfertigung durch den Glauben als Grundartikel der protestantischen Kultur. 1901, Textarchiv – Internet Archive.
- Die Askese im Leben des evangelischen Christen. 1904, Textarchiv – Internet Archive.